# 権限委譲
権限委譲（けんげんいじょう、英: delegation）とは、企業の経営組織において上長が部下に対して権限を付与する行為。

## 権限の委譲
権限の委譲は組織内の一つの職位からその部下にあたる一つの職位に対して行われる。組織には集権的組織と分権的組織の二つのモデルがあり、個々的な権限委譲は組織全体の分権化とは異なる。単に権限の委譲が行われていても分権的組織とはいえないが、経営組織全体に権限の委譲と配分が行われていれば分権的組織にあたる。

## 権限の配分
組織全体にわたって権限の委譲が行われる場合、職務権限の体系の観点から個々にいかなる権限を配分するかという組織計画の問題となる。